# Rod Rocket
Rod Rocket est une série d'animation américaine en 130 épisodes de 5 minutes, créée par Dick Robbins, produite par le studio Filmation et diffusée en 25 septembre 1963 en syndication.
La série est inédite dans tous les pays francophones.

## Synopsis
Un enfant nommé Rod Rocket et son meilleur ami Joey sont envoyés par le professeur Argus en mission d'exploration dans l'espace à bord d'un vaisseau nommé Little Argo. Sur Terre, le professeur reste à leur service accompagné de sa fille Cassie. Les deux enfants combattent dans leurs aventures deux autres astronautes.

## Distribution

### Voix originales
- Sam Edwards : Rod Rocket et Joey
- Hal Smith : Professeur Argus
- Pat Blake : Cassie

## Épisodes
Les informations sur les titres et diffusions sur Internet sont très rares voir quasiment impossible à trouver.